# Nacho Vigalondo

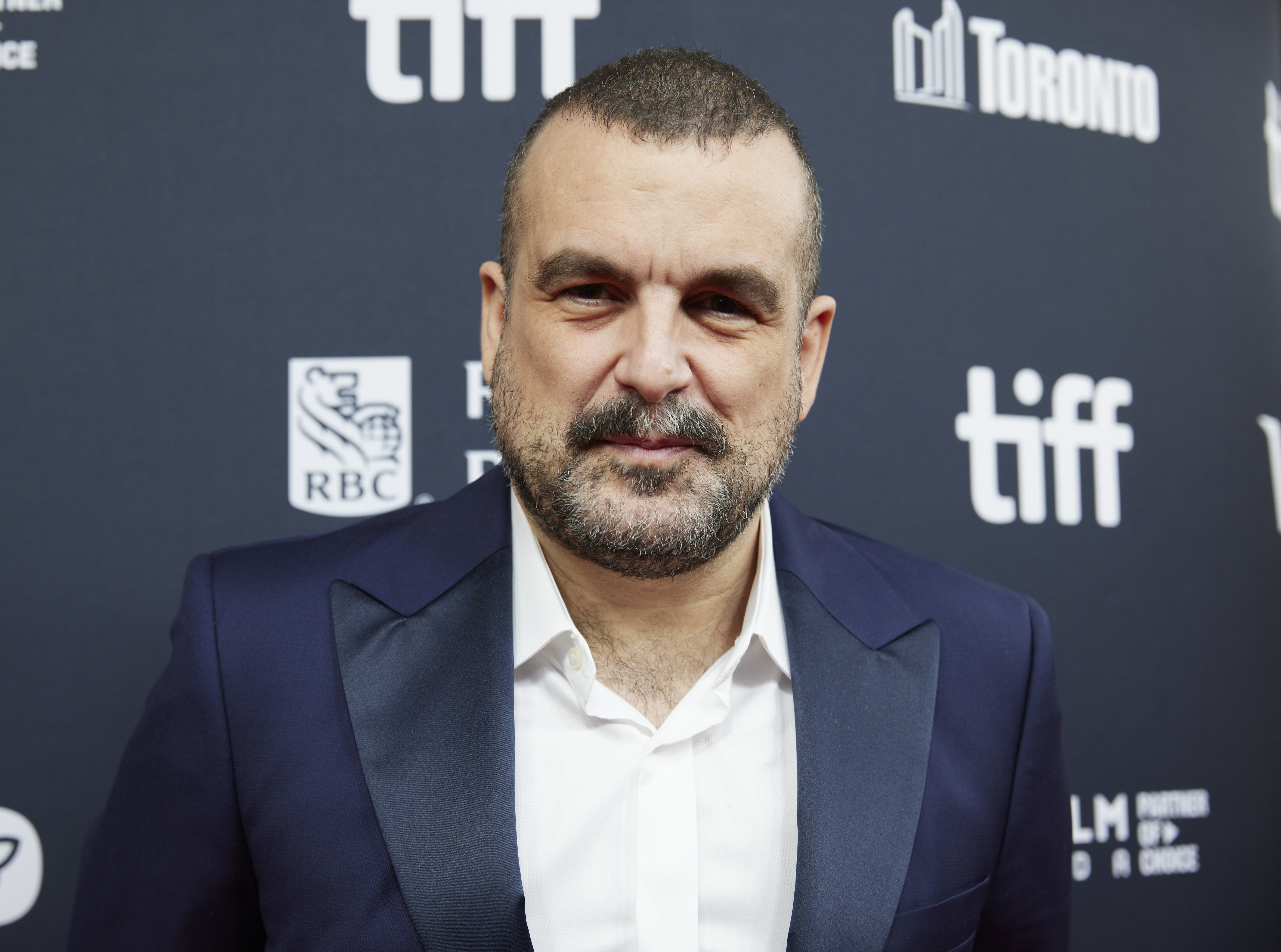
Nacho Vigalondo (2024)

Nacho Vigalondo (* 1977 in Cabezón de la Sal, Kantabrien) ist ein spanischer Filmregisseur, Drehbuchautor und Filmschauspieler.

## Leben
Seit 1999 inszenierte Vigalondo zunächst eine Reihe von Kurzfilmen. 7:35 de la mañana aus dem Jahr 2003 brachte ihm 2005 eine Oscar-Nominierung in der Kategorie Bester Kurzfilm ein. Außerdem wurde er u. a. 2004 für den Europäischen Filmpreis in der Kategorie Bester Kurzfilm nominiert.
2007 inszenierte er mit Timecrimes – Mord ist nur eine Frage der Zeit seinen ersten Langfilm. Erneut wurde er für verschiedene Preise, u. a. dem Goya in der Kategorie Beste Nachwuchsregie nominiert und mehrfach ausgezeichnet. Weitere Filmprojekte folgten. So war er an dem Episodenhorrorfilm The ABCs of Death (2012) beteiligt.

## Filmografie (Auswahl)
- 2003: 7:35 de la mañana (Kurzfilm)
- 2007: Timecrimes – Mord ist nur eine Frage der Zeit (Los Cronocrímenes)
- 2012: The ABCs of Death (Segment A is for Apocalypse (Apokalypse))
- 2014: Open Windows
- 2014: V/H/S Viral (Segment Parallel Monsters)
- 2015: Camino
- 2016: Colossal
- 2019: Paradise Hills
- 2020: Veneno (Fernsehserie, eine Folge)
- 2021: El Planeta
- 2024: Daniela Forever